# NCSA

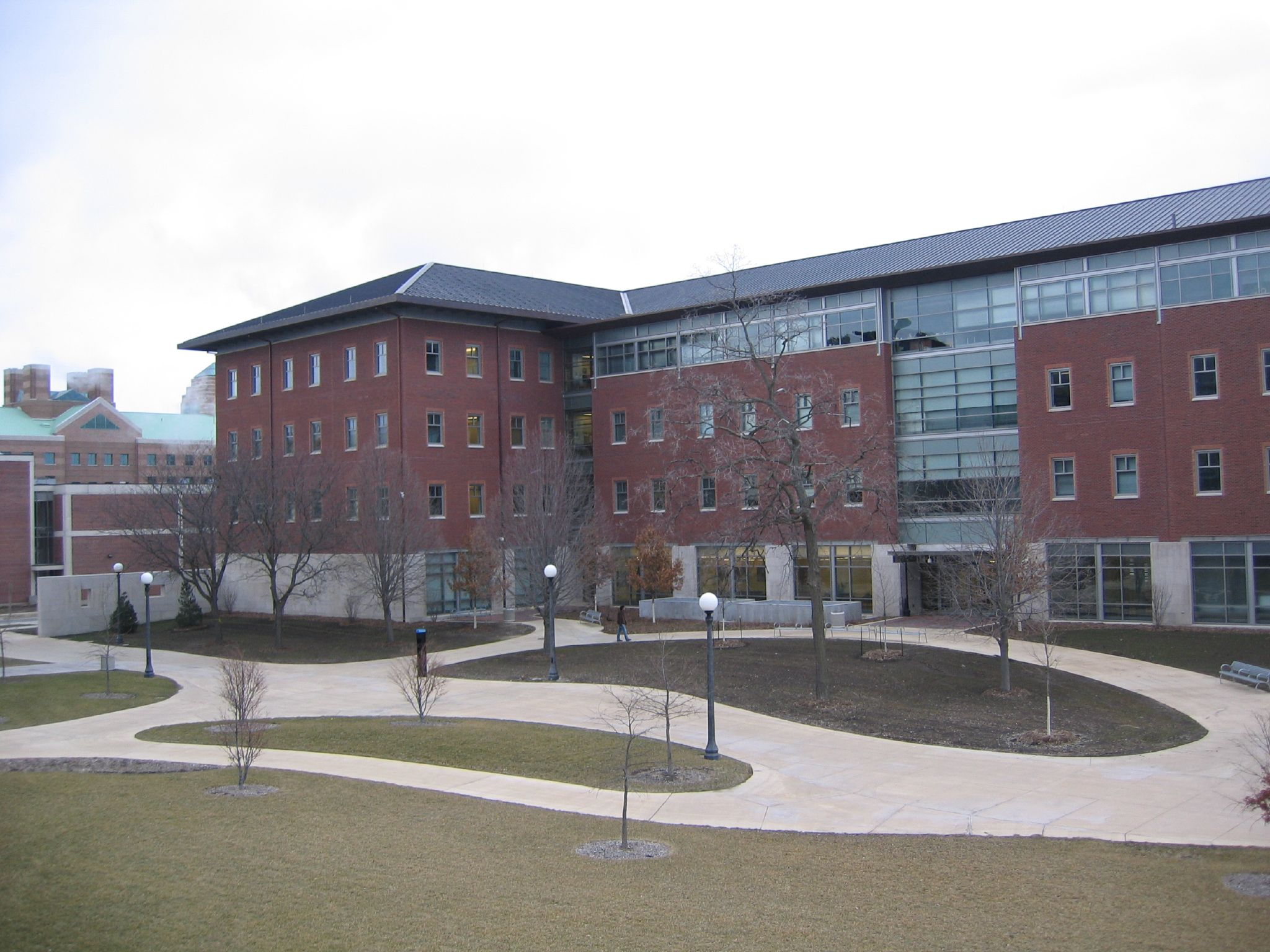
NCSA Building, 1205 W. Clark St., Urbana, IL 61801. Photo:Ragib Hasan

NCSA (National Center for Supercomputing Applications)는 슈퍼컴퓨터망에서 이용하게 될 각종 프로그램과 통신 규약을 연구하는 국립 슈퍼 컴퓨터 응용 센터이다. 미국 국립 수퍼컴퓨팅 응용 연구소, 전미 슈퍼컴퓨터 응용 연구소라고도 한다. 1986년에 설립되었으며 NSF의 5개 슈퍼컴퓨터 센터 중의 하나이다. 미국 일리노이 대학교 어배너-섐페인 부설 연구소이다. NCSA가 중점을 두고 있는 일은 일반 기업들이 개발하기 힘든 프로그램을 공익을 위해 연구하고 개발해내는 것이다. 멀리 떨어져 있는 컴퓨터와 원활하게 통신하기 위해 생겨난 텔넷과 FTP도 NCSA에서 만들어낸 것이다. 또한 그래픽 기반의 웹 브라우저인 모자이크 웹 브라우저를 개발하기도 했다.